# Anton Giulio Majano
Anton Giulio Majano (Chieti, 5 luglio 1912 – Marino, 12 agosto 1994) è stato un regista e sceneggiatore italiano.

## Biografia
Nacque a Chieti da Odoardo Majano e Agata Maraschini. Laureato in scienze politiche, frequentò l'Accademia Militare di Modena, dalla quale uscì col rango di ufficiale di Cavalleria.
È stato uno dei "padri" del teleromanzo italiano. Proveniente «da alcune esperienze cinematografiche non eccelse, ma con un buon corredo letterario alle spalle, Majano si applicò, sin dall'ora zero della TV italiana, alla formula dello sceneggiato, mediandola dalle trascrizioni cinematografiche dei romanzi di vasto successo popolare realizzate soprattutto dal cinema hollywoodiano».

Anton Giulio Majano e Alberto Lupo sul set dello sceneggiato televisivo La cittadella nel 1964

Per oltre trent'anni ha quindi legato il suo nome a sceneggiati televisivi che hanno fatto la storia della televisione italiana, dirigendo attori come Alberto Lupo, Luigi Vannucchi, Virna Lisi, Romolo Valli, Enrico Maria Salerno, Arnoldo Foà, Lea Massari, una giovanissima Loretta Goggi (da lui scoperta) e tantissimi altri. Numerosi sono stati i suoi lavori anche nella prosa radiofonica, sia nell'EIAR sia nella Rai, dalla fine degli anni trenta ai primi anni sessanta.
Sul finire degli anni trenta cominciò a lavorare nel cinema, come aiuto regista (per Luis Trenker in Condottieri del 1937) e sceneggiatore, e alla fine della seconda guerra mondiale continuò a occuparsi di sceneggiature, fino a quando divenne regista dirigendo numerosi film.
Tra le sue regie per il cinema vanno ricordate in particolare: Vento d'Africa (1949), con Luigi Almirante e Franca Maj; L'eterna catena (1951), con Marcello Mastroianni e Gianna Maria Canale; La domenica della buona gente (1953), con Maria Fiore, Memmo Carotenuto e un'esordiente Sophia Loren; Una donna prega (1953), con Alba Arnova e Franca Maj; Cento serenate (1954), con Giacomo Rondinella; La rivale (1955), con Anna Maria Ferrero; Terrore sulla città (1956), con Andrea Checchi e Maria Fiore; Il padrone delle ferriere (1959), con Virna Lisi e Antonio Vilar; Seddok, l'erede di Satana (1960), con Alberto Lupo; Lui, lei e il nonno (1961), con Gilberto Govi; I fratelli corsi (1961), con Amedeo Nazzari ed Emma Danieli. Nel 1964 fu regista e sceneggiatore di una serie di sketch della rubrica pubblicitaria televisiva Carosello che pubblicizzava le confezioni femminili Cori del Gruppo Finanziario Tessile. È sepolto nel cimitero monumentale del Verano di Roma.

## Vita privata
Si sposò con l'attrice e soubrette Franca Maj, che prese parte ai suoi primi film; in seguito tale matrimonio venne annullato dalla Sacra Rota e Majano passò a nuove nozze con l'attrice Maresa Gallo (che diresse in diversi sceneggiati televisivi), da cui ebbe le sue due figlie: Paola Majano (doppiatrice) e Barbara Majano (dialoghista).

## Filmografia

### Sceneggiatore

#### Cinema
- Uragano ai tropici, regia di Pier Luigi Faraldo (1939) – soggetto
- Noi vivi, regia di Goffredo Alessandrini (1942) – sceneggiatura
- Addio Kira!, regia di Goffredo Alessandrini (1942) – sceneggiatura
- Lettere al sottotenente, regia di Goffredo Alessandrini (1943) – soggetto
- Biraghin, regia di Carmine Gallone (1946) – soggetto e sceneggiatura
- Fuga nella tempesta, regia di Ignazio Ferronetti (1946) – soggetto
- Un giorno nella vita, regia di Alessandro Blasetti (1946) – soggetto
- Il fantasma della morte, regia di Giuseppe Guarino (1946) – soggetto
- La primula bianca, regia di Carlo Ludovico Bragaglia (1946) – soggetto
- Un uomo ritorna, regia di Max Neufeld (1946) – soggetto
- L'altra, regia di Carlo Ludovico Bragaglia (1947) – soggetto e sceneggiatura
- Il vento m'ha cantato una canzone, regia di Camillo Mastrocinque (1947) – soggetto
- L'ebreo errante, regia di Goffredo Alessandrini (1948) – soggetto
- Amori e veleni, regia di Giorgio Simonelli (1949) – soggetto
- Cavalcata d'eroi, regia di Mario Costa (1949) – soggetto
- La città dolente, regia di Mario Bonnard (1949) – soggetto e sceneggiatura
- Marechiaro, regia di Giorgio Ferroni (1949) – soggetto e sceneggiatura
- I pagliacci, regia di Mario Costa (1949) – soggetto
- Rondini in volo, regia di Luigi Capuano (1949) – soggetto
- Strano appuntamento, regia di Dezső Ákos Hamza (1950) – soggetto e sceneggiatura
- La figlia del mendicante, regia di Carlo Campogalliani (1950) – soggetto
- Trieste mia!, regia di Mario Costa (1951) – soggetto e sceneggiatura
- Città canora, regia di Mario Costa (1952) – soggetto e sceneggiatura
- Una madre ritorna, regia di Roberto Bianchi Montero (1952) – sceneggiatura
- Perdonami!, regia di Mario Costa (1953) – soggetto e sceneggiatura
- Per salvarti ho peccato, regia di Mario Costa (1953) – soggetto
- Pietà per chi cade, regia di Mario Costa (1954) – soggetto
- Lulù, regia di Walerian Borowczyk (1980) – dialoghi

### Regista

#### Cinema
- Vento d'Africa (1949)
- L'eterna catena (1952)
- La domenica della buona gente (1953)
- Una donna prega (1953)
- Cento serenate (1954)
- La rivale (1955)
- Terrore sulla città (1956)
- Ricordo la mamma (1957)
- Il padrone delle ferriere (1959)
- Lui, lei e il nonno (1959)
- Seddok, l'erede di Satana (1960)
- I fratelli corsi (1961)

#### Televisione
- Piccole donne – miniserie TV, 5 episodi (1955)
- L'Alfiere – miniserie TV, 6 episodi (1956)
- Jane Eyre – miniserie TV, 5 episodi (1957)
- Capitan Fracassa – miniserie TV, 5 episodi (1958)
- L'isola del tesoro – miniserie TV, 5 episodi (1959)
- I masnadieri – film TV (1959)
- I figli di Medea – film TV (1959)
- Ottocento – miniserie TV, 5 episodi (1959)
- Adunanza di condominio (1960)
- Essi arrivarono a una città (1961)
- Chiamami bugiardo (1961)[2]
- Il caso Maurizius – miniserie TV, 4 episodi (1961)
- Sotto processo – teatro (1962)
- Una tragedia americana – miniserie TV, 7 episodi (1962)
- Caccia ai corvi – teatro (1962)
- Racconti dell'Italia di oggi, episodio Un braccio di meno – miniserie TV (1963)
- Delitto e castigo – miniserie TV, 6 episodi (1963)
- Prima di cena – teatro (1963)
- La cittadella – miniserie TV, 7 episodi (1964)
- La donna di fiori – miniserie TV, 6 episodi (1965)
- David Copperfield – miniserie TV, 8 episodi (1965)
- La tua giovinezza di Denys Amiel (1965)
- Racconti italiani della Resistenza, episodio L'ammiraglio – serie TV (1965)
- Don Giacinto a forza (1966)
- La sera del sabato – teatro (1966)
- Tutto per bene di Luigi Pirandello, con Renzo Ricci, Raffaella Carrà e Eva Magni – teatro per la TV (1966)
- Breve gloria di mister Miffin – miniserie TV, 4 episodi (1967)
- La fiera della vanità – miniserie TV, 7 episodi (1967)
- Spine d'arancio (1968)
- La freccia nera – miniserie TV, 7 episodi (1968-1969)
- E le stelle stanno a guardare – miniserie TV, 9 episodi (1971)
- Il corsaro (Le corsaire) – teatro (1971)
- La pietra di Luna – miniserie TV, 6 episodi (1972)
- Qui squadra mobile – serie TV, due stagioni da 6 episodi ciascuna (1973-1976)
- Marco Visconti – miniserie TV, 6 episodi (1975)
- Castigo – miniserie TV, 4 episodi (1977)
- Il signore di Ballantrae – miniserie TV, 5 episodi (1979)
- L'eredità della priora – miniserie TV, 7 episodi (1980)
- Quell'antico amore di Giansiro Ferrata e Elio Vittorini – miniserie TV, 5 episodi (1981-1982)
- L'amante dell'Orsa Maggiore  – miniserie TV, 7 episodi (1983)
- Due prigionieri (1985)
- Strada senza uscita – miniserie TV, 4 episodi (1986)

## Prosa radiofonica

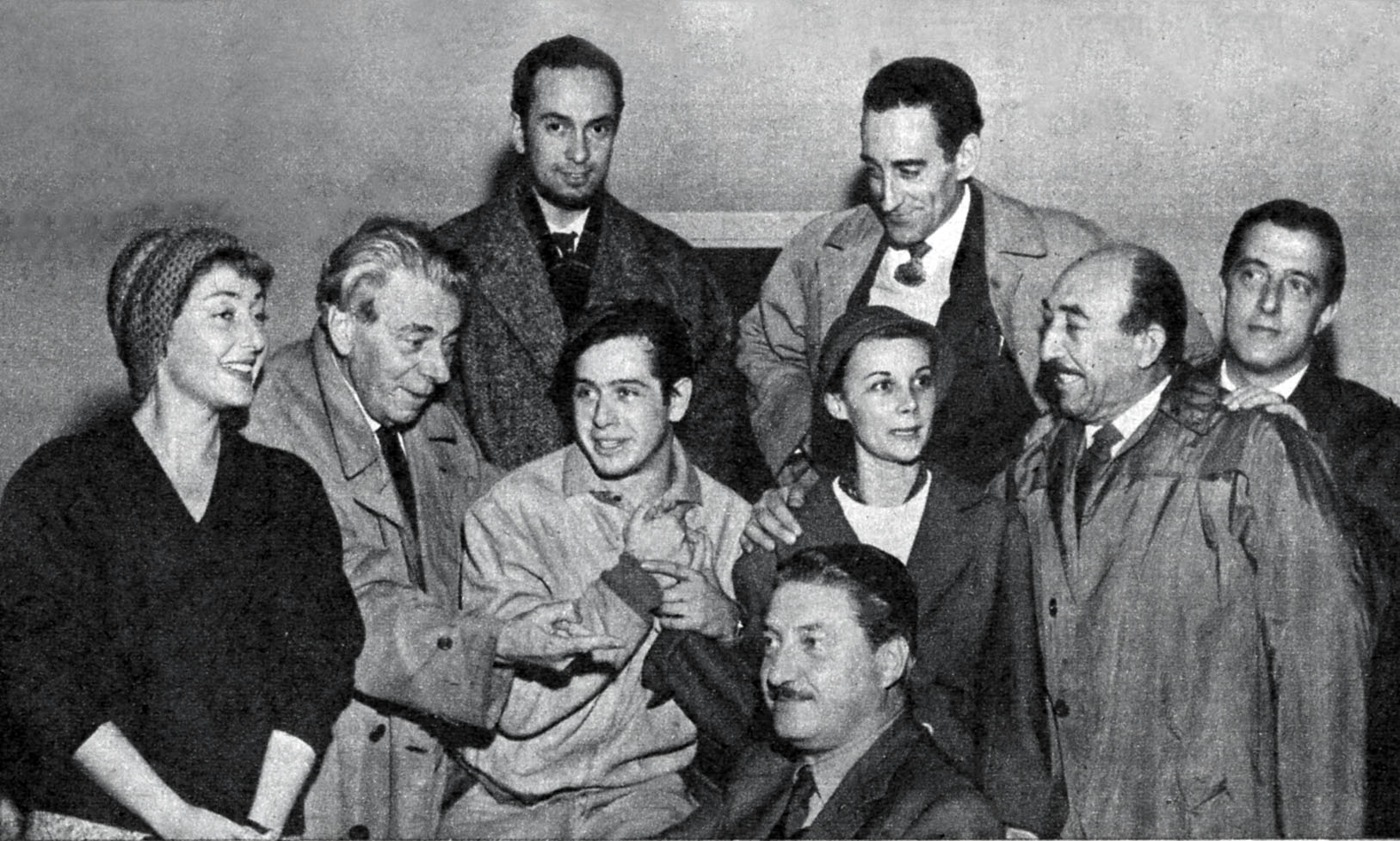
Marisa Mantovani, Aldo Silvani, Franco Graziosi, Corrado Pani, Anton Giulio Majano, Valentina Fortunato, Roberto Bertea, Cesare Polacco, Giampaolo Rossi negli studi di Radio Rai nel 1957

- L'uomo onesto di Vittorio Minnucci, trasmessa il 1º dicembre 1945.
- Sono cose che accadono solo nei libri di Thornton Wilder, trasmessa il 4 dicembre 1945.
- Il vento notturno di Ugo Betti, trasmessa il 2 marzo 1946.
- Fiori per un negro, radiodramma di William Weaver, regia di Anton Giulio Majano, trasmesso il 30 gennaio 1948.
- Il sole non si ferma di Giuseppe Bevilacqua, trasmessa il 6 dicembre 1951.
- Furia d'amare di Erik Muller, trasmessa il 14 dicembre 1951.
- Il Museo di Scotland Yard di Ira Marion, trasmessa nel 1957.
- Il furfantello dell'Ovest di John Millington Synge, regia di Anton Giulio Majano, trasmessa il 27 novembre 1957.